# Буферные фонари

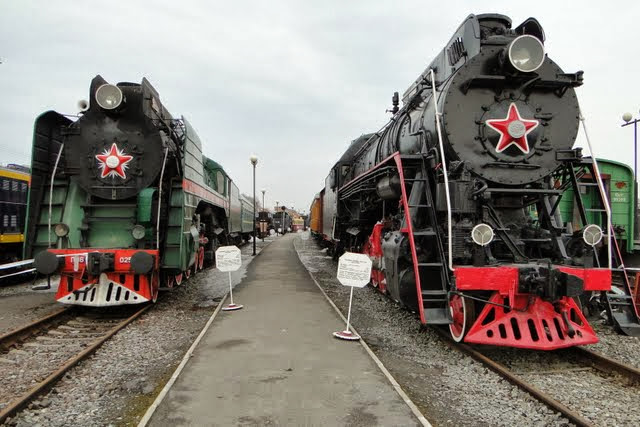
Буферные фонари на советских паровозах П36 (слева) и Л (справа)

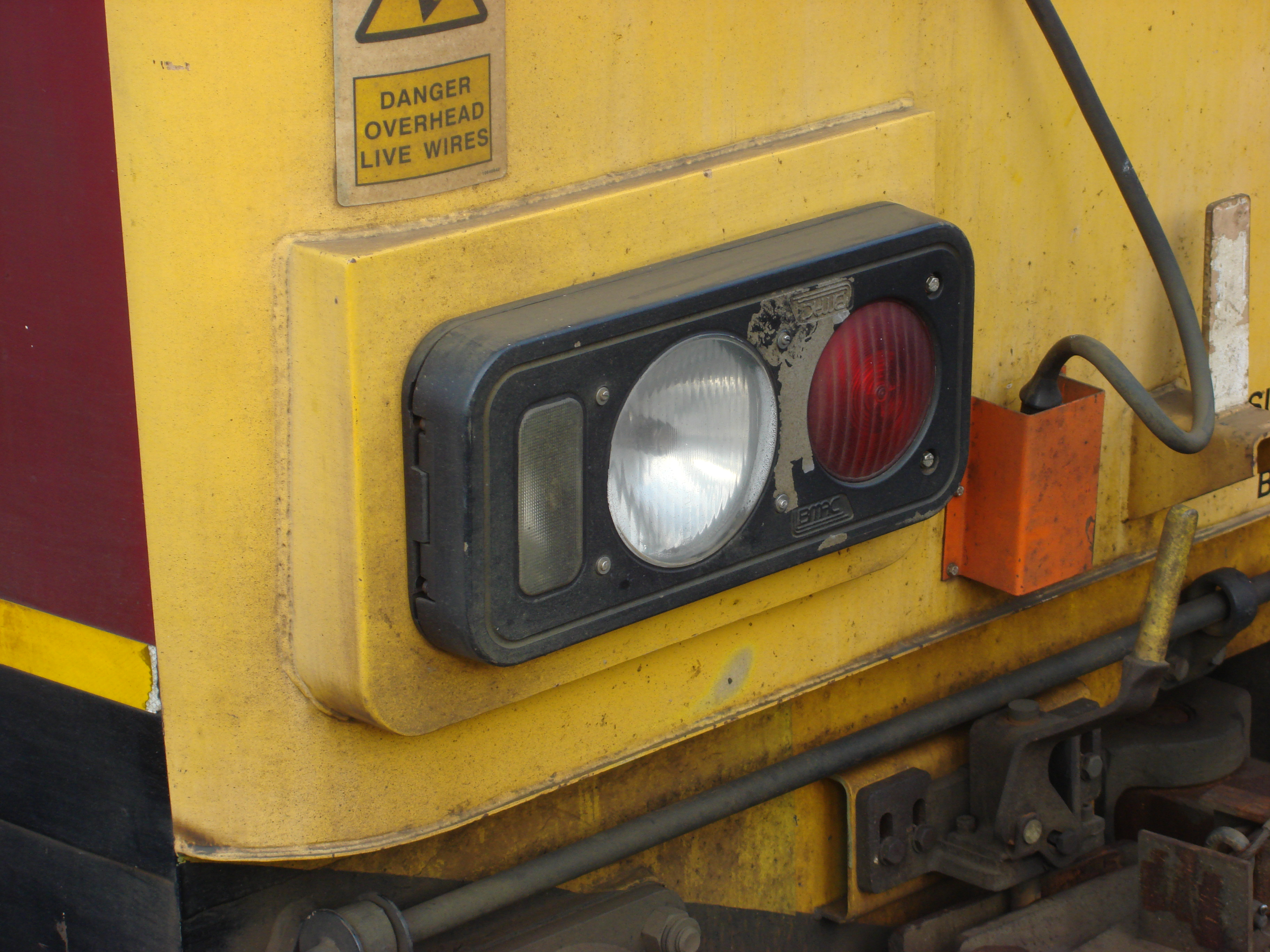
Блок буферных фонарей британского тепловоза серии 67.

Бу́ферные фонари́ — светосигнальные приборы, расположенные на буферном брусе рельсового подвижного состава. 
Вкупе с габаритными огнями и огнём прожектора локомотива предназначены для обозначения головы или хвоста поезда, одиночных локомотивов, работающих путевых машин. Обычно имеют прозрачно-белый и красный огни; другие сигнальные цвета (например, жёлтый) показываются с помощью цветного светофильтра, устанавливаемого на белый огонь. Ранее буферные фонари, употреблялись для освещения пути ночью, во время движения поезда, также для сигнализации поезда, впереди или сзади, буферные фонари помещались над буферами и на трубе паровоза и на задней площадке последного вагона.

## История

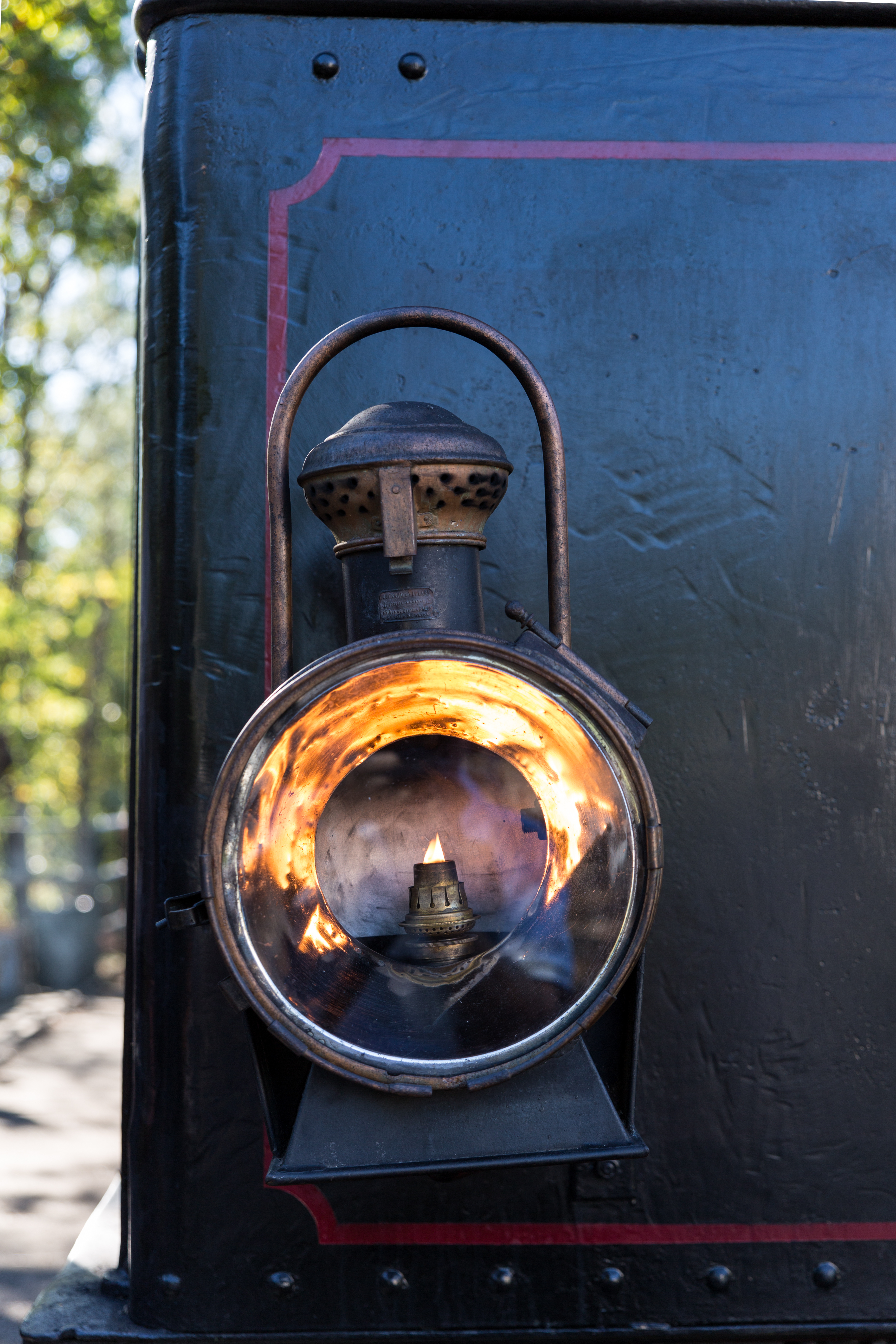
Керосиновый буферный фонарь на паровозе.

Со времени появления железных дорог (ЖД) в качестве светосигнальных приборов на ЖД использовались керосиновые фонари, дававшие желто-белый свет. Красный и зелёный цвета получались с помощью цветных стёкол, устанавливаемых на фонарь. Жёлтый цвет не использовался, так как был трудноотличим от естественного цвета огня керосинового фонаря.
Для установки цветных светофильтров перед стёклами буферных фонарей были предусмотрены специальные карманы-держатели из проволоки в виде треугольника или Y-образные. В эти же карманы устанавливались и светомаскировочные щелевые маски.
С появлением электрических ламп накаливания стало возможным управлять огнями буферных фонарей из кабины, что позволило отказаться от использования хрупких и непрактичных светофильтров, установив отдельные красные буферные фонари. Однако на многих локомотивах (паровозах, ранних тепловозах и электровозах) по-прежнему применялись одиночные белые буферные фонари и вставные светофильтры. На некоторых локомотивах (например, тепловозе ЧМЭ3) красный фонарь установлен в одном корпусе с белым.
В последние годы обозначился переход к использованию в буферных фонарях светодиодов вместо ламп накаливания (как и в других светосигнальных приборах — например, светофорах).

## Сигнальные показания буферных фонарей на ЖД стран бывшего СССР

### Обозначение подвижного состава
- Голова поезда при движении на однопутных и по правильному пути на двухпутных участках днём и ночью обозначается двумя прозрачно-белыми огнями фонарей у буферного бруса и одним прозрачно-белым огнём прожектора.
- Хвост поезда при движении на однопутных и по правильному и неправильному пути на двухпутных участках обозначается:
  - пассажирского и почтово-багажного днём и ночью — тремя красными огнями: красным огнём буферного фонаря с правой стороны и двумя верхними габаритными огнями.
  - хвост грузового поезда или одиночного локомотива — красным огнём правого буферного фонаря.

### Сигналы оповещения
- Два красных огня буферных фонарей — «Имеется препятствие для движения по смежному пути»[5].